# Кисла магма
Кисла магма (рос. кислая магма, англ. acid magma, нім. saures Magma n, Granitmagma n) – глибинний в’язкий силікатний розплав, що містить понад 65% кремнезему і відносно багатий на леткі речовини; один з основних типів магм. При охолодженні на поверхні або поблизу неї формує ліпарити, дацити і пірокластичні породи; в глибинних умовах – граніти, ґранодіорити. Син. - гранітна магма.